# Potisk (priimek)
Potisk je priimek več znanih Slovencev:
- Andreja Potisk (*1971), alpska smučarka
- Martina Potisk, pesnica, kulturna novinarka, literarna teoretičarka
- Matija Potisk, glasbenik pianist?
- Saša Potisk, pisanist, ravnatelj Glasbene šole Ljubljana Vič - Rudnik
- Stane Potisk (*1937), igralec